# オレンジライン (ダラス高速運輸公社)
オレンジライン（Red Line）は、アメリカ合衆国テキサス州ダラスで公共交通機関を運営するダラス高速運輸公社（Dallas Area Rapid Transit、DART）が所有するライトレール（DARTライトレール）の系統の1つ。ダラス・フォートワース国際空港へと直通する空港連絡路線でもある。

## 概要
ダラス・フォートワース国際空港（DFW空港）と接続する新たな鉄道路線を建設する計画は1995年の時点で存在しており、2000年2月にライトレールを延伸する形となる事が決定した。建築資材の世界的な高騰を受けて2007年にDART全体のコスト削減計画が発表され、2010年にもDART全体の収益減少により延伸計画の凍結が検討されたが、連邦政府からの資金を投入することにより回避され、以降も工事が続行された。そして2012年7月30日および同年12月3日にグリーンラインから分岐しベルトライン駅（Belt Line）まで向かう路線が先行開業し、2014年8月18日にDFW空港のターミナルAに隣接した空港駅（DFW Airport）が開通した。これにより、DARTが運営するライトレールの総延長は144.8 km（90 mile）となり、アメリカ合衆国最大の路線網となった。
2020年1月現在のオレンジラインは、北部のプレイノにあるパーカーロード駅（Parker Road）からダラス中心部を経由しDFW空港駅までを結ぶ系統である。ただしパーカーロード駅 - LBJ/セントラル駅（LBJ/Central）間は平日の朝夕ラッシュ時および深夜のみ運行し、それ以外の列車はLBJ/セントラル駅から発着する。パーカーロード駅 - DFW空港駅間の所要時間は95分、LBJ/セントラル駅 -  DFW空港駅間は76分である。この両区間を走る列車に加え、朝・夜の時間帯を中心に区間運転を行う列車が多数設定されている他、一部の列車はパール/アーツ・ディストリクト駅（Pearl/Arts District）からグリーンラインのフェアパーク駅（Fair Park）へ乗り入れる。

## 駅一覧
2020年1月現在、オレンジラインの列車が停車する駅および建設中の駅は以下の通りである。そのうち2012年以降に開通した駅については、DARTが展開するプロジェクト（DART Station Art & Design Program）の一環として各駅の全体を機能性と芸術性を両立しつつ多様性を重視した巨大なパブリックアートに見立て、DARTや建設業者に加え芸術家が参加したチームによる設計が行われている。
| 画像 | 駅名                                   | 接続鉄道路線                             | 接続鉄道路線                           | 開業年 | 備考 |
| 画像 | 駅名                                   | ライトレール                             | その他                                 | 開業年 | 備考 |
| ---- | -------------------------------------- | ---------------------------------------- | -------------------------------------- | ------ | --- |
|      | Parker Road                            | レッドライン                             |                                        | 2002   | 平日ラッシュ時・深夜のみ停車 |
|      | Downtown Plano                         | レッドライン                             |                                        | 2002   | 平日ラッシュ時・夜間のみ停車 |
|      | CityLine/Bush                          | レッドライン                             | シルバーライン（予定）                 | 2002   | 平日ラッシュ時・夜間のみ停車 2016年3月13日までの駅名は"Bush Turnpike"                                                                       |
|      | Galatyn Park                           | レッドライン                             |                                        | 2002   | 平日ラッシュ時・夜間のみ停車 |
|      | Arapaho Center                         | レッドライン                             |                                        | 2002   | 平日ラッシュ時・夜間のみ停車 |
|      | Spring Valley                          | レッドライン                             |                                        | 2002   | 平日ラッシュ時・夜間のみ停車 |
|      | LBJ/Central                            | レッドライン                             |                                        | 2002   | |
|      | Forest Lane                            | レッドライン                             |                                        | 2002   | |
|      | Walnut Hill                            | レッドライン                             |                                        | 2002   | |
|      | Park Lane                              | レッドライン                             |                                        | 2002   | |
|      | Lovers Lane                            | レッドライン                             |                                        | 1997   | |
|      | SMU/Mockingbird                        | レッドライン ブルーライン                |                                        | 1997   | 2019年に南メソジスト大学（SMU）がネーミングライツを獲得、同年4月29日に"Mockingbird"から駅名を変更                                           |
|      | Cityplace/Uptown                       | レッドライン ブルーライン                | M-Line                                 | 2000   | 地下駅 2012年7月29日までの駅名は"Cityplace"                                                                                                 |
|      | Pearl/Arts District                    | レッドライン ブルーライン グリーンライン |                                        | 1996   | 一部列車は同駅からグリーンラインのFair Parkへ乗り入れ 2012年7月29日までの駅名は"Pearl"                                                      |
|      | St. Paul                               | レッドライン ブルーライン グリーンライン | M-Line                                 | 1996   | |
|      | Akard                                  | レッドライン ブルーライン グリーンライン |                                        | 1996   | |
|      | West End                               | レッドライン ブルーライン グリーンライン |                                        | 1996   | |
|      | Victory                                | グリーンライン                           | トリニティ・レールウェイ・エクスプレス | 2004   | |
|      | Market Center                          | グリーンライン                           |                                        | 2010   | |
|      | Southwestern Medical District/Parkland | グリーンライン                           |                                        | 2010   | |
|      | Inwood/Love Field                      | グリーンライン                           |                                        | 2010   | ダラス・ラブ飛行場へ向かうバス（Lovelink）と接続                                                                                            |
|      | Burbank                                | グリーンライン                           |                                        | 2010   | |
|      | Bachman                                | グリーンライン                           |                                        | 2010   | グリーンラインの一部列車は当駅からDallas/Fort Worth International Airportまで直通                                                           |
|      | Loop 12                                | 未定                                     |                                        | 未定   | 開業予定駅 |
|      | University of Dallas                   | グリーンライン                           |                                        | 2012   | グリーンラインは一部列車のみ運行 |
|      | Las Colinas Urban Center               | グリーンライン                           |                                        | 2012   | グリーンラインは一部列車のみ運行 |
|      | Irving Convention Center               | グリーンライン                           |                                        | 2012   | グリーンラインは一部列車のみ運行 |
|      | Hidden Ridge                           | 未定                                     |                                        | 2020   | 開業予定駅 |
|      | North Lake College                     | グリーンライン                           |                                        | 2012   | グリーンラインは一部列車のみ運行 |
|      | Belt Line                              | グリーンライン                           |                                        | 2012   | グリーンラインは一部列車のみ運行 |
|      | DFW Airport                            | グリーンライン                           | TEXRail シルバーライン（予定）         | 2014   | ダラス・フォートワース国際空港接続駅（ターミナルA側） TEXRail、シルバーラインの駅はターミナルB側に存在する グリーンラインは一部列車のみ運行 |

## 今後の予定
2020年1月現在、オレンジラインでは新たに"ループ12駅"（Loop 12）とヒドゥンリッジ駅（Hidden Ridge）の建設が進められており、後者については2020年中に開業する予定となっている。